# Dušan Vrščaj
Dušan Vrščaj, dr. medicine, partizan, zdravnik internist, slovenski mikolog, * 30. november 1921, Sevnica, † 4. avgust 2010.
Med II. svetovno vojno partizan, po vojni zdravnik v JLA. Vrščaj je svojo kariero preživel kot vojaški zdravnik v JLA, polkovnik in načelnik interne medicine vojaške sanitete v Ljubljani. Ob službi pa se je posvetil tudi mikologiji. Napisal in izdal je več knjig in priročnikov o gobah. Bil je dolgoletni predsednik Zveze gobarskih društev Slovenije in predsednik terminološke komisije.

## Odlikovanja in nagrade
Leta 2000 je prejel častni znak svobode Republike Slovenije z naslednjo utemeljitvijo: »za dolgoletno delo v slovenski gobarski organizaciji in za prispevek k ozaveščanju in izobraževanju prebivalstva v poznavanju gob«.
SFRJ
- red za hrabrost (1945),
- red partizanske zvezde III. razreda (1945)
- ranjeniška značka (1945),
- red zaslug za ljudstvo III. razreda (1953),
- red za vojaške zasluge III. razreda (1956),
- red ljudske armade s srebrno zvezdo (1970),
- red bratstva in enotnosti s srebrnim vencem (1975),
- ljudske armade z zlato zvezdo (1978)